# Wapen van Sint-Lambrechts-Woluwe

Wapen van Sint-Lambrechts-Woluwe

Het wapen van Sint-Lambrechts-Woluwe werd op 10 februari 1936 per Koninklijk Besluit aan de Brusselse gemeente Sint-Lambrechts-Woluwe toegekend. Op 24 juni 1932 besloot de gemeente om het wapen aan te vragen, ondanks het ontbreken van zegelafdrukken.

## Blazoenering
De blazoenering van het wapen luidt als volgt:
Van sabel met het schildhoofd van zilver beladen met drie naast elkander geplaatste vogels van sabel, gebekt en gepoot van keel, het schild geplaatst voor en naar de rechterzijde van eenen Heiligen Lambertus houdende in de rechterhand een naar linksch gewenden bisschopsstaf, in de linkerhand een open boek en onder zijne voeten verpletterend een gehelmden krijgsman houdende in de linkerhand een zwaard, dit alles van goud.— Ralf Hartemink
Het wapen is zwart van kleur met in het zilveren schildhoofd drie zwarte vogels. De vogels hebben rode snavels en poten. Schuin achter het schild staat in het goud, de als schildhouder functionerende, heilige Lambertus. De heilige houdt in zijn rechterhand een bisschopsstaf vast en in zijn linkerhand een opengeslagen boek. De heilige staat op een gehelmde krijgsman die in zijn hand een zwaard vasthoudt. Ook deze krijgsfiguur is van goud.

## Geschiedenis
Sint-Lambrechts-Woluwe is sinds de 11e eeuw bekend en is vernoemd naar de rivier de Woluwe. De heilige Lambertus van Maastricht is de beschermheilige van de plaats. De schepenbank zegelde in 1621 met een zegel waarop de patroonheilige een krijger vertrapt. Zes jaar later toont de heilige juist een alliantiewapen waarop de wapens van de families D'Armstorff en Van der Aa. Aan het eind van dezelfde eeuw werd het wapen van de familie Van Berchem getoond.

## Vergelijkbare wapens
Het volgende wapen is op historische gronden vergelijkbaar met dat van Sint-Lambrechts-Woluwe:

Het wapen van Sint-Pieters-Woluwe